# Burgunder (Wein)
Die Bezeichnung Burgunderwein kann zwei Kategorien von Weinen bezeichnen: Entweder sind damit Weine aus Burgunder-Rebsorten gemeint oder aber Weine aus dem Weinanbaugebiet Burgund in Frankreich.

## Weine aus Burgunder-Rebsorten
Im deutschsprachigen Raum ist Burgunder die Sammelbezeichnung für die Weine aus den verwandten Pinot-Rebsorten, da mehrfach Reben aus der französischen Region Burgund nach Deutschland gebracht wurden. Der genaue Ursprung der Pinot-Familie ist unklar: Er liegt vermutlich im Dreieck zwischen dem Südwesten Deutschlands, dem Genfer See (Schweiz) und dem Rhônetal (Frankreich). Echte Burgundersorten der Pinot-Familie, die wohl alle aus Spätburgunder oder Schwarzriesling mutierten, sind:
Rotweinsorten:
- Spätburgunder, auch Pinot Noir, Blauer Burgunder, Blauburgunder, Blauer Spätburgunder
- Schwarzriesling, auch Müllerrebe, Pinot Meunier, nach neuesten Forschungen wohl der Stammvater der Pinot-Familie
- Frühburgunder, Blauer Frühburgunder
- Sankt Laurent, auch Saint Laurent, Pinot Saint Laurent.
- Pinot Liébault, dem Spätburgunder eng verwandt
- Samtrot, eine Mutation des Schwarzriesling

Weißweinsorten:
- Weißburgunder, auch Pinot Blanc, Weißer Burgunder oder Klevner
- Grauer Burgunder, auch Pinot Gris, Pinot Grigio oder Ruländer

Burgundertypen (phänotypisch ähnlich bzw. Kreuzungen mit Burgundersorten):
- Chardonnay, in der Steiermark auch Morillon, natürliche Kreuzung von Pinot und Heunisch
- Auxerrois, eine weitere natürliche Kreuzung von Pinot × Heunisch

Der Burgunder Anteil am deutschen Rebsortenspiegel ist sukzessive gestiegen. Die Weinbergsflächen aller Burgundersorten betragen zusammen 29.735 Hektar (Stand: 2019) und machen damit fast ein Drittel des gesamten deutschen Rebsortenspiegels aus. Die Deutsche Weinkönigin 2019/2020 Angelina Vogt spricht von einem „Burgunderwunder“. Mit einer Anbaufläche von 11.767 ha steht Deutschland an dritter Stelle des weltweiten Pinot Noir Anbaus nach Frankreich und den USA. Beim Grauburgunder steht Deutschland an dritter Stelle des weltweiten Pinot gris Anbaus nach Italien und den USA. Beim Weißburgunderanbau steht Deutschland mit 5.334 ha mit Abstand an der Weltspitze.

## Weine aus der Region Burgund

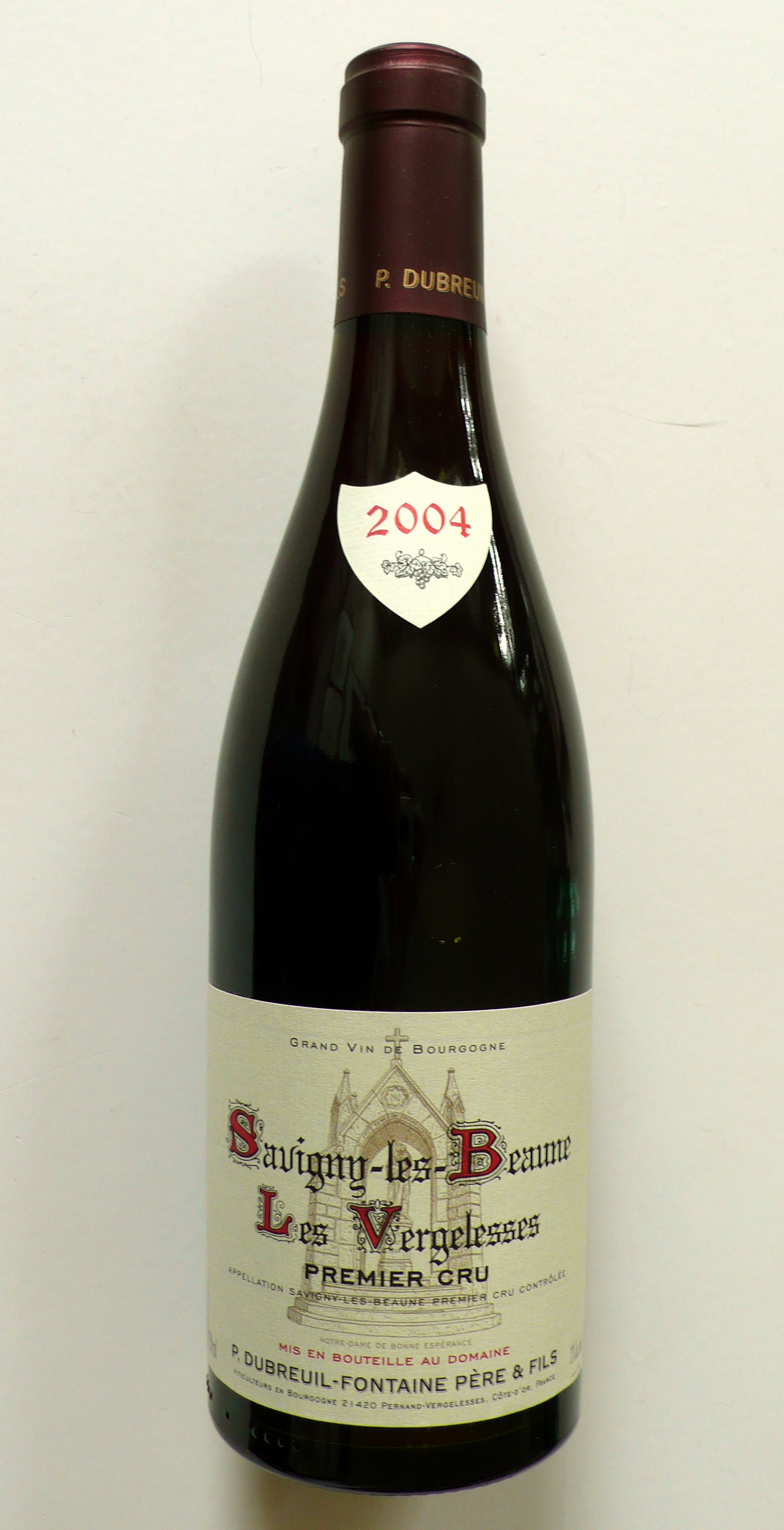
Typische Burgunderflasche

Als Burgunder werden ebenfalls die Weine aus dem französischen Weinbaugebiet Burgund bezeichnet, nicht jedoch die des Beaujolais, das nur verwaltungstechnisch, jedoch nicht historisch und weinbaulich gesehen zur Region Burgund gehört. Die Weine werden überwiegend aus Pinot noir und Chardonnay, z. T. aber auch aus Aligoté und Gamay gekeltert. Man findet aber wie bei fast allen französischen AOC-Weinen keine Rebsortenbezeichnung auf dem Etikett, sondern eine Gebietsbezeichnung. Durch die Gebietsbezeichnung werden jedoch auch die Rebsorten festgelegt, weil in der Appellation Qualitätsweine nur aus den gesetzlich vorgegebenen Rebsorten erzeugt werden dürfen; dies können durchaus mehrere Sorten sein, die dann auch gemischt werden dürfen (Assemblage).

### Roter Burgunder
Die Rotweine aus dem Burgund werden ausschließlich aus Pinot Noir gekeltert; nur für Bourgogne Passetoutgrains und Bourgogne Grand Ordinaire ist auch Gamay zugelassen. Das Rotweingebiet von Burgund liegt an der Côte d’Or, südlich von Dijon. Dort entstehen in den Weinbergen der Côte de Nuits und Côte de Beaune die hochwertigsten Burgunder und mit die teuersten Rotweine der Welt. Erschwinglicher sind die Gewächse der sich südlich anschließenden Côte Chalonnaise.
An einen einfachen Wein der Appellation Bourgogne Contrôlée werden bereits hohe Anforderungen gestellt; insbesondere Ertragsbeschränkungen sind zu beachten. Die Gebiete werden von einzelnen Dorflagen (Villages) bis in zum Teil nur wenige Hektar große Parzellen eingeteilt, die als gekennzeichnete Einzellagen (Premier Cru, Grand Cru) auf den Markt kommen. Diese Lagen werden nach ihrem Potenzial ausgezeichnet, hochwertige Weine zu erzeugen. Da diese meist kleinen Lagen, anders als z. B. ein großes Château im Bordeaux, nur sehr wenig Wein produzieren, sind die Burgunderweine nicht zu solchem Bekanntheitsgrad wie Bordeaux-Weine gekommen.
Burgunder sind im Anbau wesentlich fragiler als die Bordeaux-Weine und auch nicht über so lange Jahre lagerfähig wie diese. Diese Empfindlichkeit der Rebsorte Pinot Noir und der damit verbundene hohe Aufwand im Anbau und der Vinifikation lässt die Burgunder-Weine fern der heute gängigen Bewertungssysteme (Parker u. a.) eine eigene Dynamik entwickeln, die von einer kleinen Gemeinde von Liebhabern hoch geschätzt wird. Für einen Grand Échezeaux, einen Richebourg, einen Chambertin, einen Musigny oder gar für einen Wein der Domaine Romanée-Conti können auf dem Markt daher ähnliche Preise wie für die berühmtesten Grand-Cru-Classé-Weine aus dem Bordeaux erzielt werden.

### Weiße Burgunder
Die bekannten weißen Burgunderweine bestehen zumeist aus Chardonnay; nur noch selten wird auch die Rebsorte Aligoté angebaut. Es gibt drei große Anbaugebiete: das Stammgebiet der Rebe, die Côte de Beaune, das Mâconnais im Süden des Burgund sowie die Region von Chablis. Die Weine von der Côte de Beaune sind volle, nicht so säurebetonte Weißweine. Die Gebietseinteilung erfolgt hier ähnlich wie schon bei den Rotweinen beschrieben. Der berühmteste und teuerste weiße Burgunder ist der Montrachet. Bekannte Orte sind Meursault, Chassagne-Montrachet und Puligny-Montrachet an der Côte de Beaune sowie Pouilly-Fuissé im Mâconnais.
Auf den Kalksteinböden des Chablis, welches selbst lange im Schatten der Côte de Beaune lag, erhalten die Weine einen mineralischen Ton und sind meist nicht ganz so voll wie die südlicheren Chardonnays. Auch hier gibt es zahlreiche Dorf- und Kleinstlagen, welche je nach ihrer Qualitätseinstufung (Premier Cru, Grand Cru) ebenfalls hohe Preise erzielen können.